# 언어습득

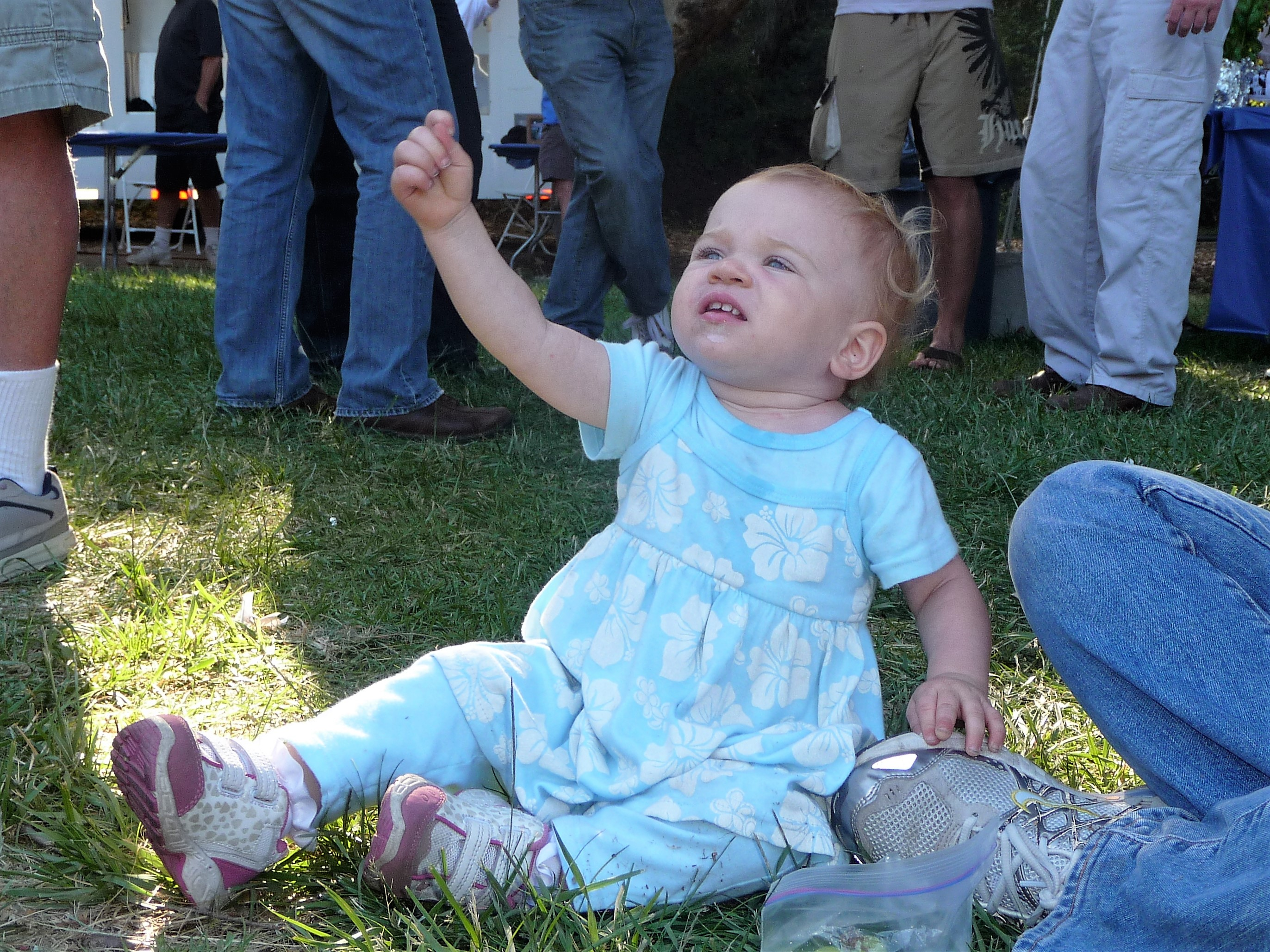

언어습득(言語拾得 Language acquisition 또는 言語習得 Language learning )은 인간이 언어를 이해하는 능력을 습득하고 소통을 위해 단어와 문장을 만들고 사용하는 과정이다.
언어 습득은 구조, 규칙, 표현을 수반한다. 성공적으로 언어를 사용하는 능력에는 음운론, 형태론, 통사론, 의미론, 광범위적인 어휘를 포함한 일련의 도구를 습득하는 것이 요구된다. 언어는 말처럼 발성될 수도 있고, 수화처럼 수동으로 표현될 수도 있다. 인간의 언어 능력은 뇌에 표현된다. 인간의 언어 능력은 유한하지만 무한한 수의 문장을 말하고 이해할 수 있으며 이는 재귀라는 통사론에 기초한다. 증거에 따르면 모든 개인은 문장이 불확정적으로 진행되도록 하는 세 가지 반복 메커니즘을 가지고 있다. 이 세 가지 메커니즘은 상대화, 보완 및 조정이다.
제1 언어 습득에는 두 가지 주요 지침 원칙이 있다. 즉, 음성 인식은 항상 음성 생성보다 먼저 발생하며, 어린이가 언어를 배우는 점진적으로 발전하는 시스템은 개별 음소 간의 구별에서 시작하여 한 번에 한 단계씩 구축된다.
수년 동안 아동 언어 습득에 관심이 있는 리젯 등의 언어학자들은 언어가 어떻게 습득되는지에 대해 의문을 제기해 왔다. "그러면 이러한 구조가 어떻게 획득되는지에 대한 질문은 학습자가 입력의 표면 형태를 어떻게 취하여 이를 추상적인 언어 규칙과 표현으로 변환하는지에 대한 질문으로 더 적절하게 이해된다."
언어 습득은 일반적으로 제1언어 습득을 의미한다. 이는 음성 언어이든 수화이든 유아의 모국어 습득을 연구한다. 하지만 유아가 두 가지 모국어를 동시에 습득하는 것을 의미하는 이중 언어 제1언어 습득(BFLA)을 나타낼 수도 있다. 이는 추가 언어의 습득(어린이와 성인 모두)을 다루는 제2 언어 습득과 구별된다. 말하기 외에도 완전히 다른 문자로 언어를 읽고 쓰는 것은 진정한 외국어 능력의 복잡성을 증가시킨다. 언어 습득은 인간의 전형적인 특성 중 하나이다.

## 연령별 언어습득
일반적으로 아동의 언어발달은 2세를 전후해서 단어를 사용하기 시작하며 3세를 전후해서 간단한 문장을 그리고 4세를 전후해서 숫자를 사용할 수 있다. 6살을 전후해서 가정문을 사용할 수 있게 된다. 6세에서 12살에 이르는 기간에 언어능력이 갖추어지는 것으로 보고있다.
한편  미국 로스앤젤레스 캘리포니아 대학(USC: University of Southern California)의 폴 톰슨(Paul M. Thompson)교수를 비롯한 제이 지드(Jay N. Giedd)박사 그리고 로저 우즈(Roger P. Woods)박사등은 핵자기공명영상장치(NMR)를 이용한 3살부터 15살연령의 어린이 뇌의 성장 과정을 4년 동안 추적해 뇌 성장 지도를 2000년 3월 네이처에 발표한 바 있다.
이 연구에 따르면 어린이는 3살부터 6살 사이 그리고 6살에서 13살 사이를 전후하는 연령에서 각각 두뇌 발달이 단계적이고 국부적으로 시차를 두고 두뇌의 성장이 전두엽 앞 부분에서 점차 언어를 관장하는 뒷부분으로 옮겨간다는 것이다. 약13살부터 15살에 이르는 동안 운동신경을 담당하는 뇌 회로의 50%가 재배치된다는 것을 추측할 수 있는 자료를 제시하기도 했다.

## 언어 습득 장치
노엄 촘스키는 인간이 후천적인 요인만으로는 모국어(L1) 또는 외국어(L2)를 완전하게 습득할 수는 없고, 선천적인 능력, 즉 '언어 습득 장치'(LAD, Language Acquisition Device)라고 명명할 수 있는 생물학적 기제가 유전적으로 전제되어야 한다고 주장하였다.
그러나 한편 결정적 시기 가설등 여러 사례에서 제시되는 바와 같이 이러한 '언어 습득 장치'가 언어습득을 위한 필수조건일 수는 있어도 L1를 완전하게 구사하기 위한 필요충분조건은 아닌 것으로 보고되고 있다.

## 문장구조와 발음
특히 모국어(L1)의 주어(S),동사(V),목적어(O)의 순서에 의한 특정 문장구조의 사용 능력과 무성음과 유성음의 구별 능력이 3살에서 12살 전후의 연령에서 고정되므로 완성된 언어습득 이후에 L1과 다른 문장구조와 음운 등을 갖는 외국어(L2)를 습득하는 것을 어렵게 하는 요소로 작용한다고 여겨진다.

## 같이 보기
- 발달단계이론
- 결정적 시기 가설